# Bodmin (circonscription électorale)
 (juin 2021).
Si vous disposez d'ouvrages ou d'articles de référence ou si vous connaissez des sites web de qualité traitant du thème abordé ici, merci de compléter l'article en donnant les références utiles à sa vérifiabilité et en les liant à la section « Notes et références ».
La circonscription de Bodmin est une circonscription électorale britannique qui a existé de 1295 à 1983. County constituency de sa création à 1885 elle devient une borough constituency jusqu'à sa dissolution. Elle est maintenant divisée entre la circonscription de North Cornwall et celle de South East Cornwall. Elle était centrée autour de la ville de Bodmin, en Cornouailles.